# Saverne
Saverne (in alsaziano Zàwere, in tedesco Zabern) è un comune francese di 11.303 abitanti situato nel dipartimento del Basso Reno nella regione del Grand Est. La città ha lo status di sottoprefettura.

## Geografia fisica
Saverne si trova nella parte occidentale del dipartimento del Basso Reno, vicino al confine tra Alsazia e Lorena.
La città è a circa quaranta chilometri a nord-ovest di Strasburgo, capoluogo del dipartimento e della regione, e lungo il tracciato della Route Nationale 4, che collega Strasburgo a Parigi. La città è attraversata dalla Zorn, un affluente del Moder, e dal Canale Marna-Reno. Lungo i bordi di questo canale passa l'itinerario ciclabile di lunga percorrenza EuroVelo 5, che collega Londra a Roma e Brindisi.
Saverne occupa una posizione strategica: il vicino Col de Saverne apre un grande passaggio naturale tra l'altopiano della Lorena e la piana d'Alsazia, attraverso il Massiccio dei Vosgi.

## Società

### Evoluzione demografica
Abitanti censiti

## Economia

### Turismo
- Maison St. Florent. La Congregazione dello Spirito Santo è presente fin dal 1900 a Saverne, nella Maison St. Florent. Fino al 1973, St. Florent era un piccolo seminario, ed oggi è diventato anche un centro di accoglienza, biblioteca, Centro Libermann e museo di oggetti d'arte africana.
- Chiesa Protestante. Il primo luogo di culto assegnato alla Comunità Protestante Savernoise è stato costruito nel 1847 in stile neo-classico, nel quartiere Zornhof. Il notevole sviluppo della comunità protestante nel XIX secolo, ha portato alla costruzione, nel 1897, di un nuovo tempio più ampio di stile neogotico.
- Sinagoga. Costruita nel 1900 in vari stili, durante la seconda guerra mondiale è stata distrutta dai tedeschi, per poi essere riedificata nel 1950.

## Amministrazione

### Gemellaggi
- Donaueschingen
- Pokrov
- Leominster
- Mława

Saverne
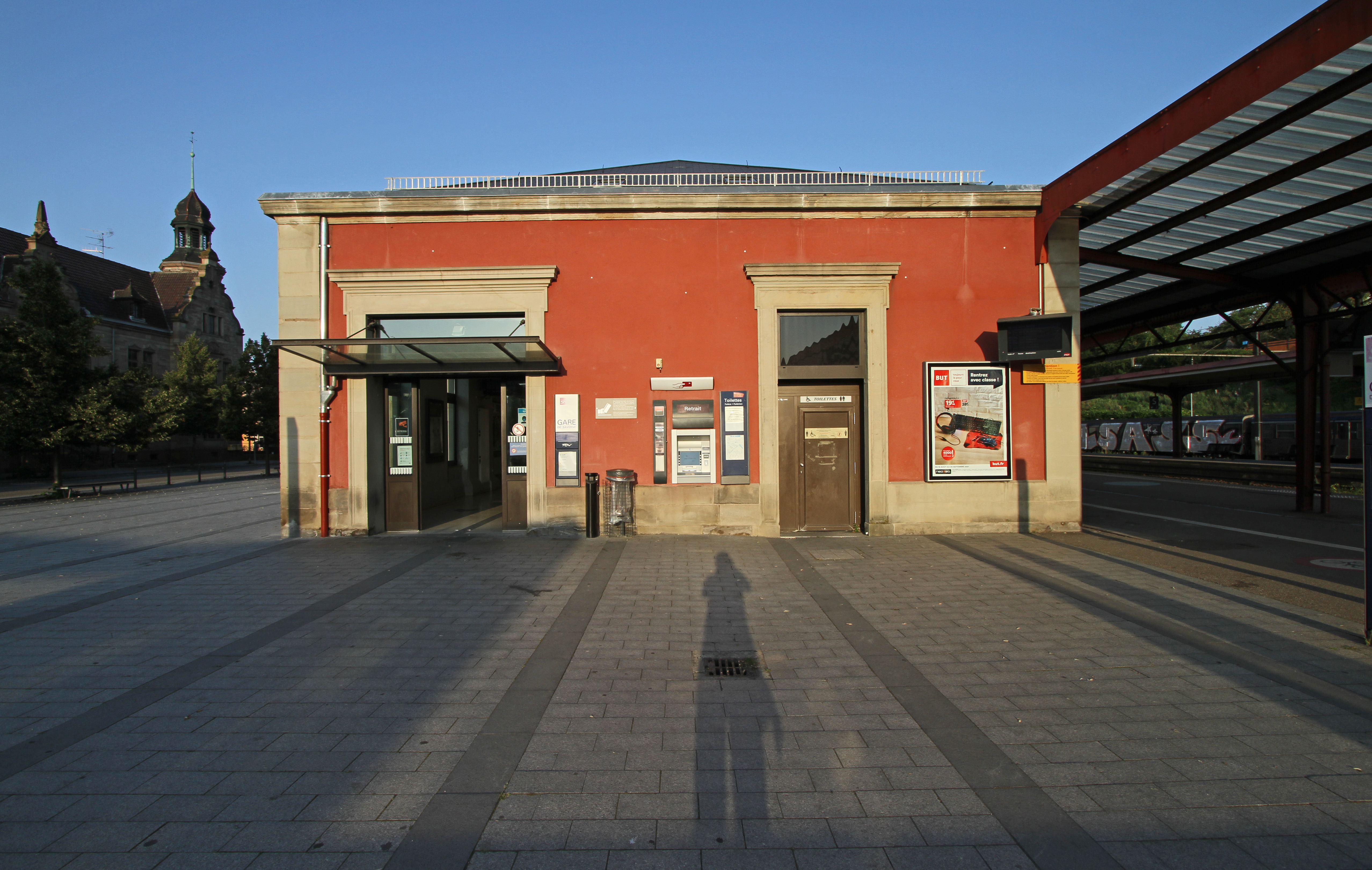
Stazione
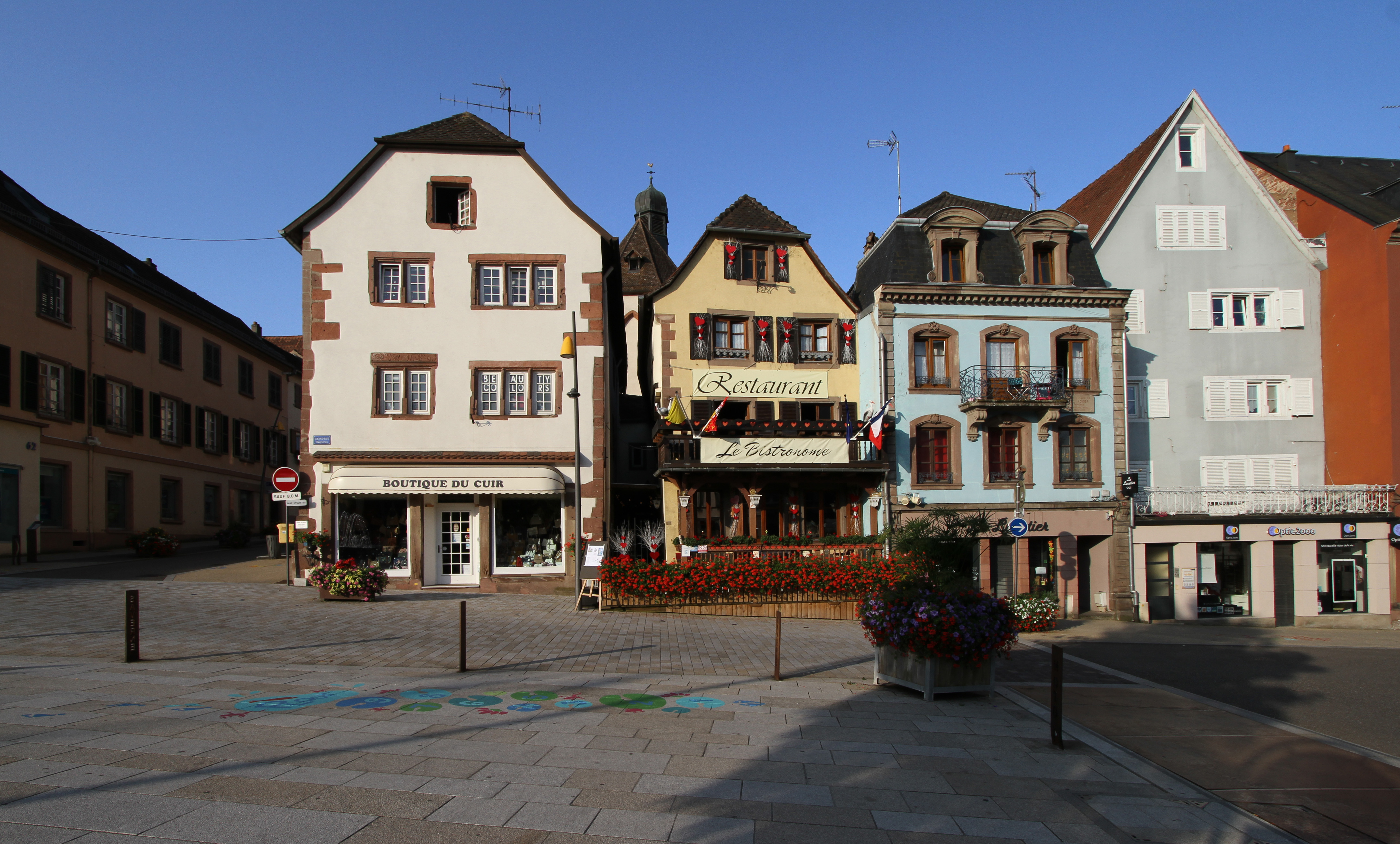
Grand'Rue
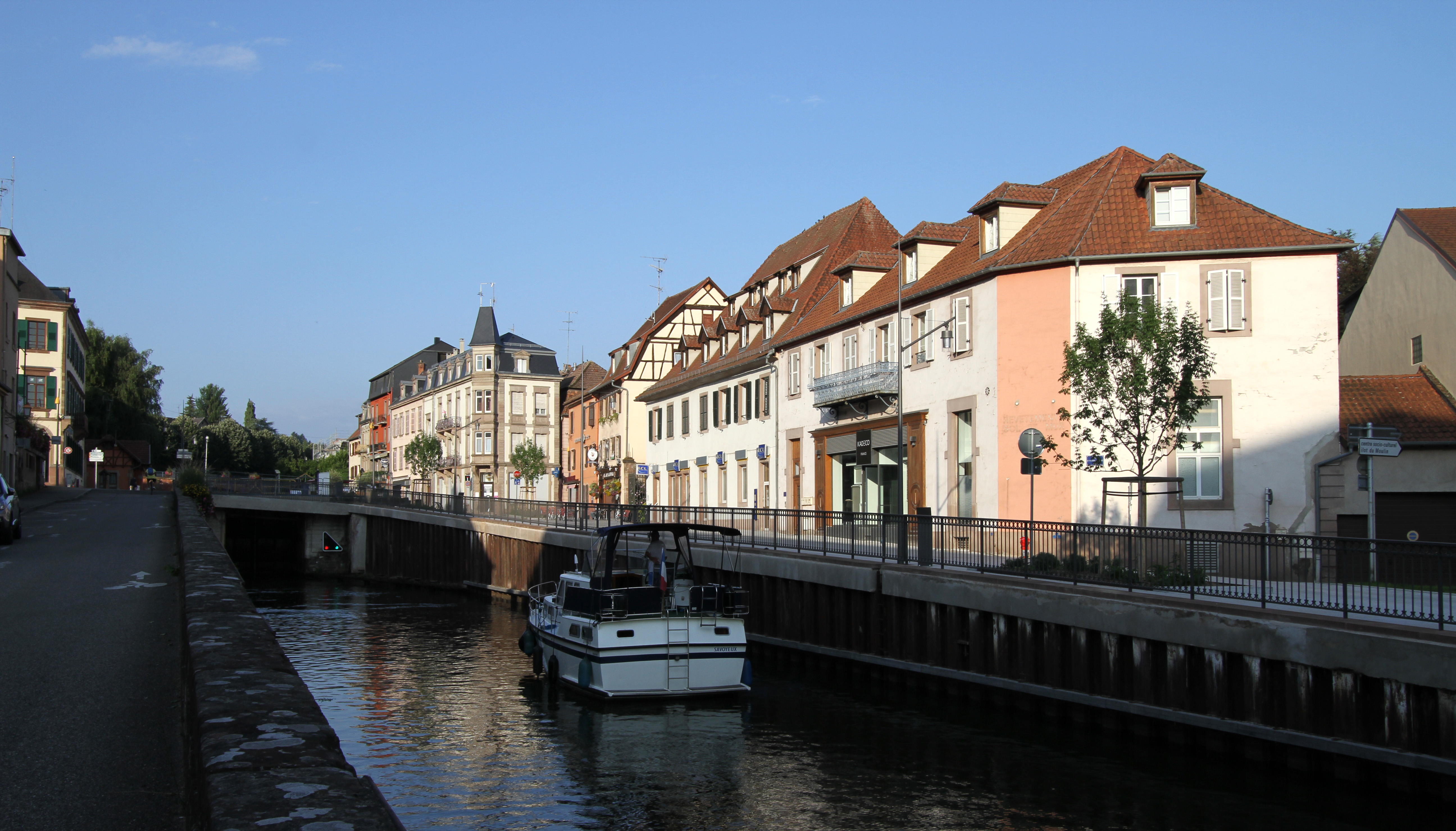
Canale Marna-Reno
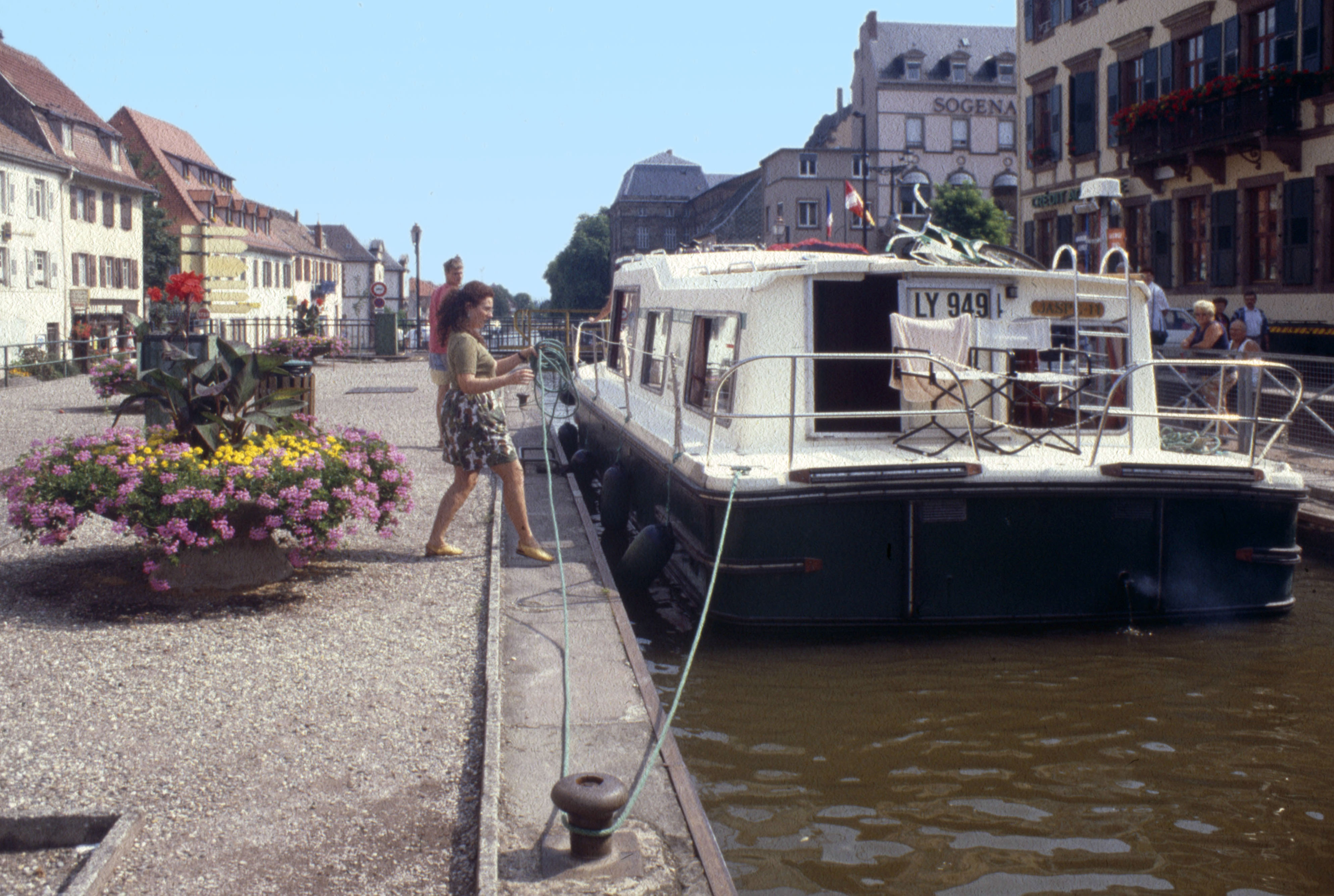
Canale Marna-Reno
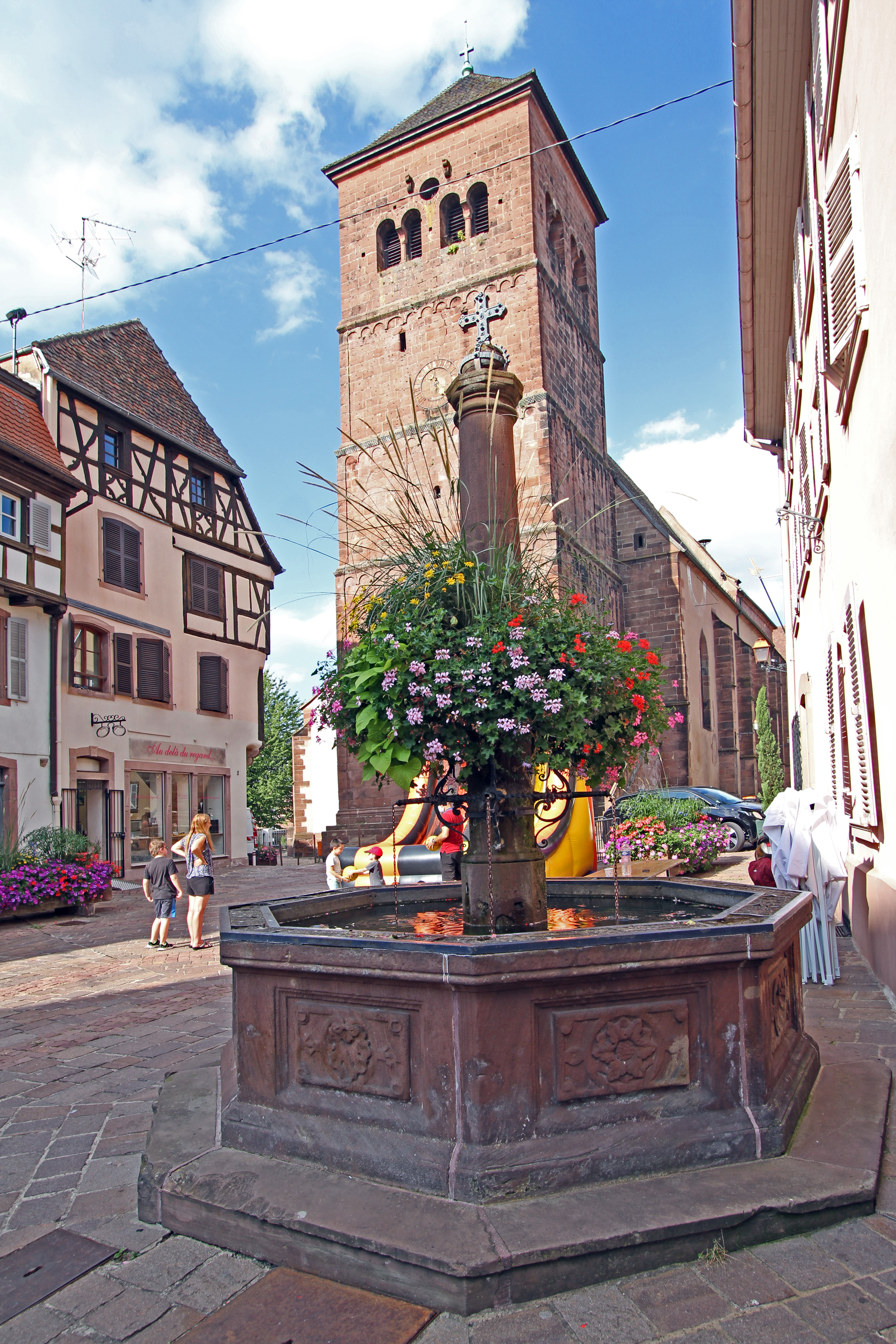
Notre Dame
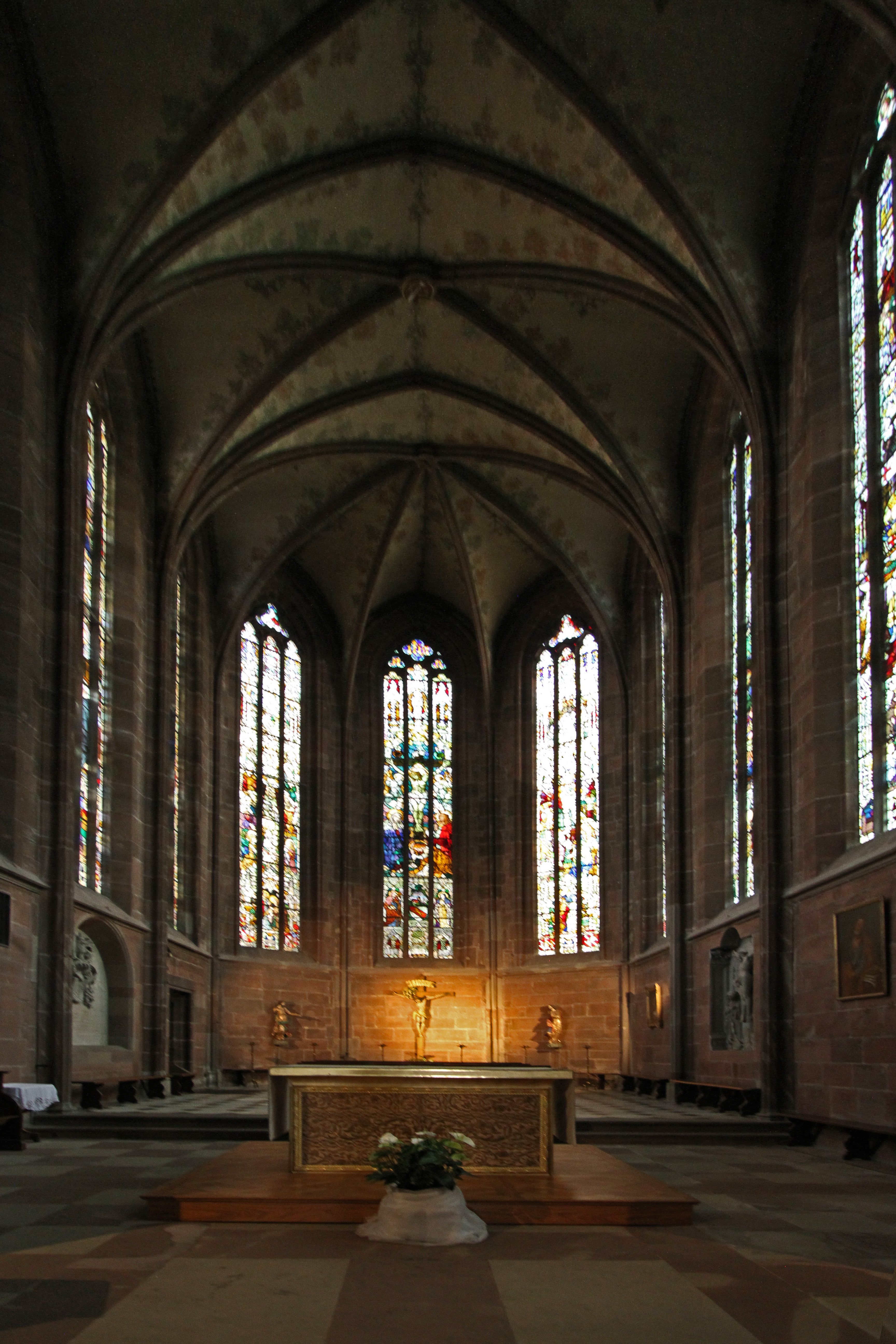
Notre Dame
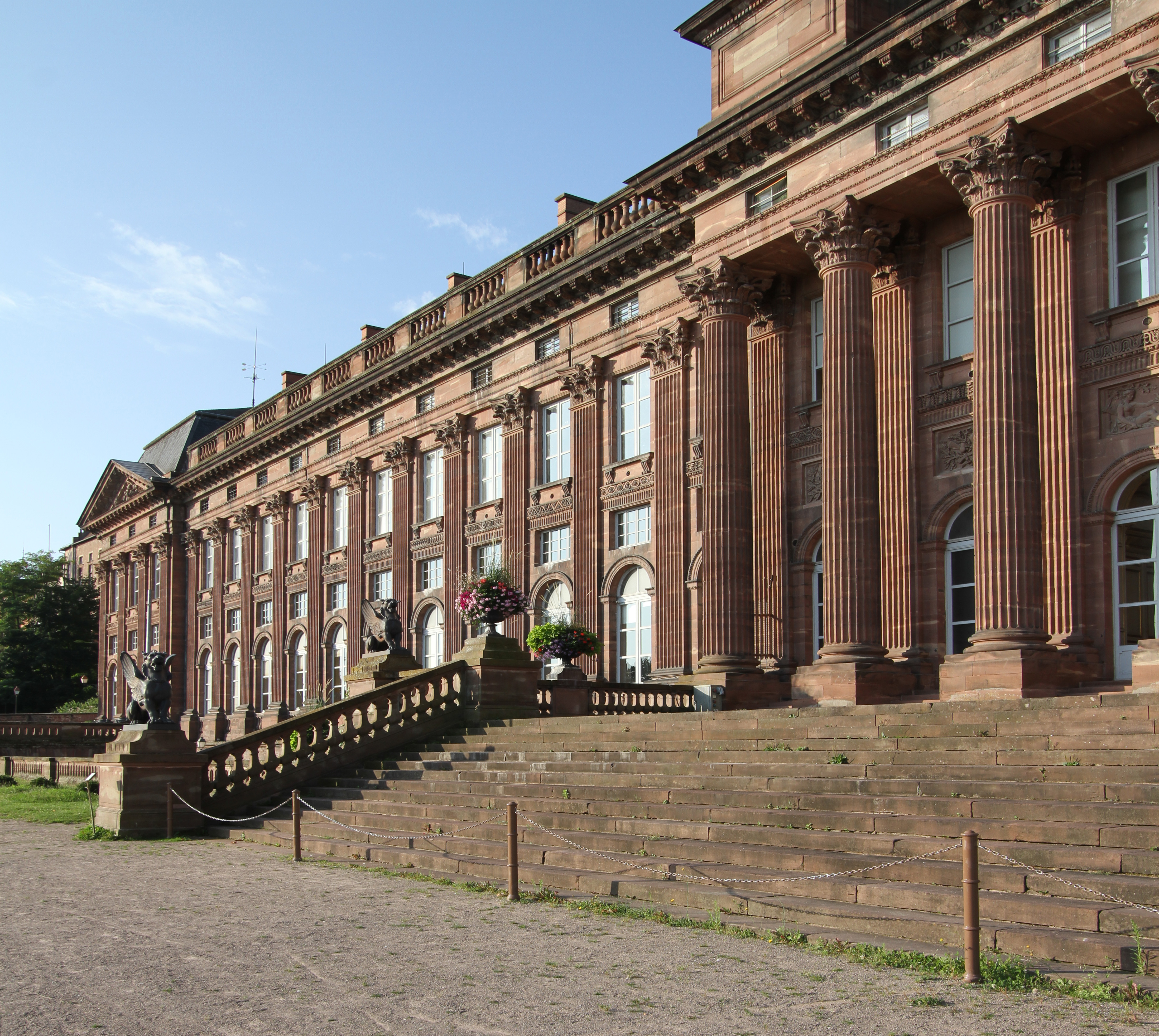
Castello di Rohan
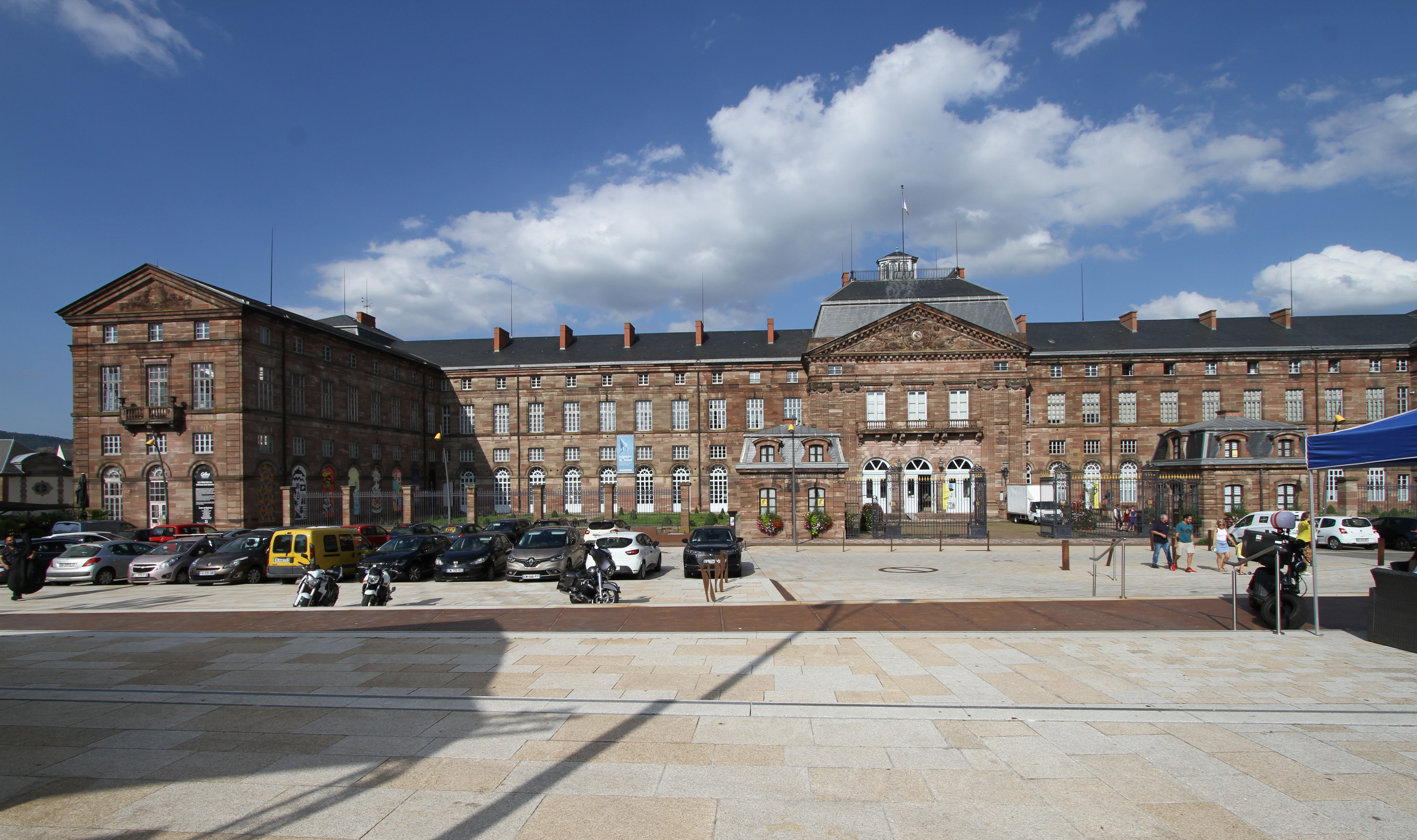
Castello di Rohan
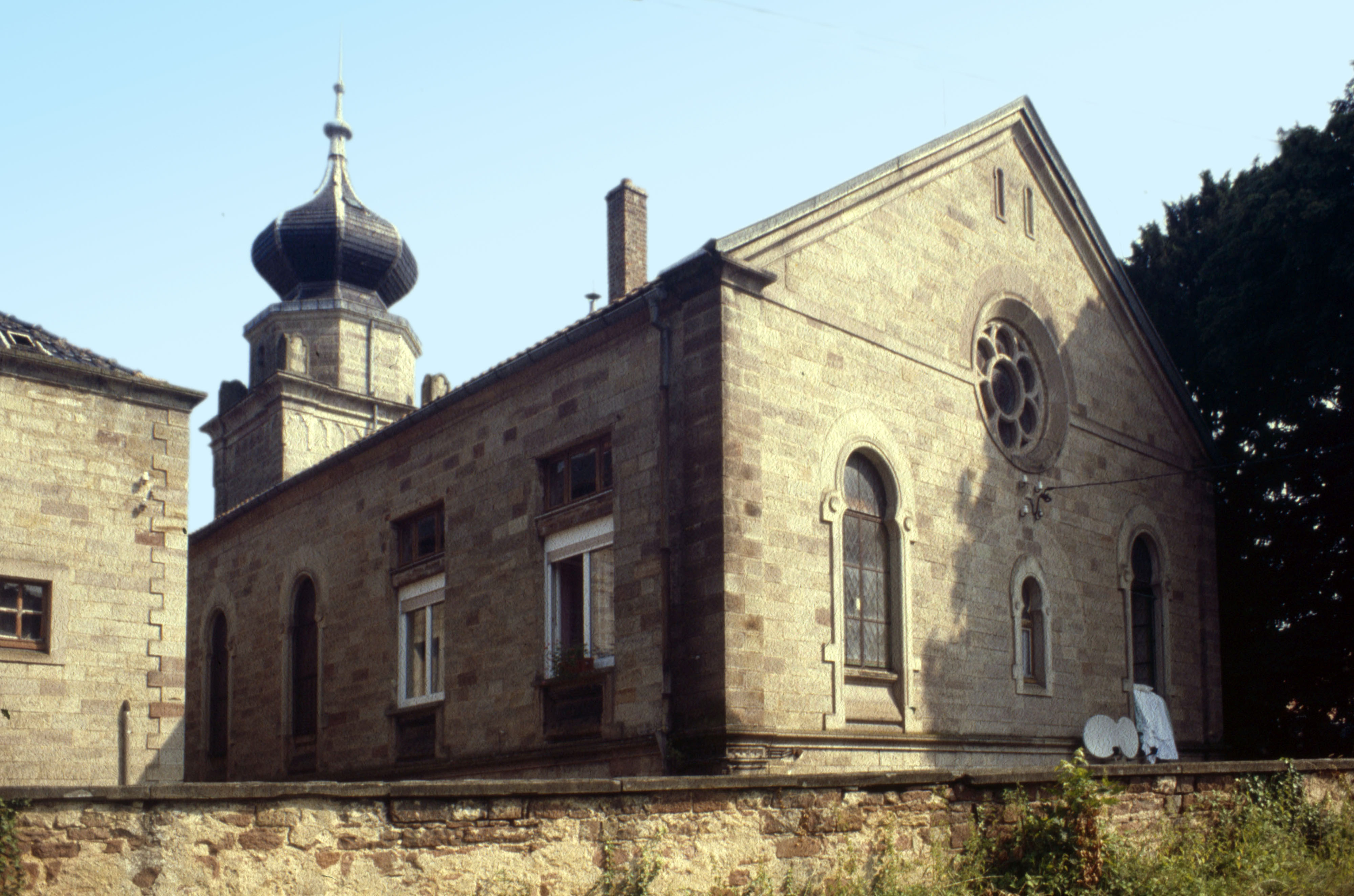
Sinagoga